# Талънт (град, Орегон)
Талънт (на английски: Talent) е град в окръг Джаксън, щата Орегон, САЩ. Талънт е с население от 5589 жители (2000) и обща площ от 3,3 km². Намира се на 498,4 m надморска височина. ЗИП кодът му е 97540, а телефонният му код е 541.